# Pinezići (żupania istryjska)
Pinezići – wieś w Chorwacji, w żupanii istryjskiej, w gminie Marčana. W 2011 roku liczyła 47 mieszkańców.